# Meant to Be (cântec de Bebe Rexha)
„Meant to Be” este un cântec înregistrat de cântăreața americană Bebe Rexha cu participarea duo-ului american de muzică country Florida Georgia Line⁠(d), de pe cel de-al treilea extended play (EP) al lui Rexha, All Your Fault: Pt. 2 și inclus ulterior în albumul ei de studio de debut Expectations (2018). Acesta a fost trimis la radioul american de hituri contemporane pe 24 octombrie 2017, de Warner Bros. Records, ca al doilea single de pe EP. A fost nominalizat pentru cea mai bună performanță de duo/grup country la cea de-a 61-a ediție anuală a Premiilor Grammy. Și deține recordul de cea mai difuzată melodie country din toate timpurile pe Spotify. Versiunea acustică a melodiei lui Rexha fără Florida Georgia Line a fost lansată pe 6 aprilie 2018.

## Performanță comercială
„Meant to Be” a intrat în Billboard Hot 100 pe locul 61 în clasamentul datat 11 noiembrie 2017. Ulterior, piesa a ajuns pe locul doi, fiind ținută în afara topului de piesa „God's Plan” al lui Drake. A devenit al treilea hit de top 10 al lui Rexha și primul ca artist solo, precum și al doilea hit de top 10 pentru Florida Georgia Line. Este cel mai bine clasat single al lui Rexha în clasament, depășind „Me, Myself & I”.
De asemenea, piesa a debutat în fruntea clasamentului US Hot Country Songs, devenind prima intrare a lui Rexha în acel clasament și al șaselea număr unu al Florida Georgia Line. Rexha a devenit, de asemenea, primul artist de sex feminin care a debutat vreodată în fruntea clasamentului, în timp ce „Meant to Be” este al treilea cântec în general care începe în vârf din 2012, când clasamentul a trecut la o listă hibridă de date, amestecând airplay, streaming și vânzări. Când cântecul a petrecut a unsprezecea săptămână pe primul loc în februarie 2018, a depășit „We Are Never Ever Getting Back Together” a lui Taylor Swift ca cel mai longeviv cântec numărul unu în clasament pentru un artist de sex feminin principal. În august 2018, piesa a depășit recordul deținut anterior de „Body Like a Back Road” a lui Sam Hunt⁠(d) din 2017 pentru cele mai multe săptămâni pe primul loc în topul US Hot Country Songs. După 50 de săptămâni petrecute în top, piesa a fost detronată de „Lose It” al lui Kane Brown⁠(d). Piesa s-a vândut în 1.413.000 de exemplare în Statele Unite până în martie 2019. În 2020, a fost certificată „diamond” pentru vânzarea a peste 10 milioane de unități în SUA.

## Videoclip
Videoclipul a fost filmat în Albuquerque, New Mexico și regizat de Sophie Muller⁠(d). A fost lansat pe 23 octombrie 2017. Începând cu iunie 2021, videoclipul are peste 1 miliard de vizualizări pe YouTube.

## Lista de piese
- Descărcare digitală [14]

1. „Meant to Be” (acustic) – 2:38

- Descărcare digitală [15]

1. „Meant to Be” (în direct de la CMA Fest⁠(d) 2018) – 3:02

## Personal
- Bebe Rexha – voce principală și voce secundară
- Florida Georgia Line⁠(d) – artiști principali, voce secundară
- David Garcia⁠(d) – tobe, clape, chitare

## Certificări
Format:Certification Table Separator
| Regiune | Certificări  | Vânzări                                     |
| --- | ------------ | ------------------------------------------- |
| Australia (ARIA) | 8× Platinum  | 560.000^                                    |
| Belgia (BEA) | Gold         | 15.000*                                     |
| Brazilia (ABPD) | Diamond      | Eroare de expresie: operand lipsă pentru ** |
| Canada (Music Canada) | Diamond      | 100.000^                                    |
| Danemarca (IFPI Denmark) | Platinum     | 0^                                          |
| Franța (SNEP) | Gold         | 150.000*                                    |
| Germania (BVMI) | Gold         | 150.000^                                    |
| Italia (FIMI) | Gold         | 15.000*                                     |
| Olanda (NVPI) | Platinum     | 20.000^                                     |
| Noua Zeelandă (RMNZ) | 2× Platinum  | 30.000*                                     |
| Norvegia (IFPI Norway) | 3× Platinum  | 30.000*                                     |
| Polonia (ZPAV) | Platinum     | Eroare de expresie: operand lipsă pentru ** |
| Portugalia (AFP) | Platinum     | 20.000x                                     |
| Spania (PROMUSICAE) | Gold         | 20.000^                                     |
| Elveția (IFPI Switzerland) | Gold         | 15.000x                                     |
| Regatul Unit (BPI) | 2× Platinum  | 1.200.000^                                  |
| Statele Unite (RIAA) | 11× Platinum | 11.000.000^                                 |
| Suedia (GLF) | 2× Platinum  | 80.000x                                     |
| *cifrele de vânzări sunt bazate pe un singur certificat ^cifrele cargo sunt bazate pe un singur certificat xcifrele nespecificate sunt bazate pe un singur certificat |              |                                             |

## Istoricul lansărilor
| Țară          | Data              | Format                      | Versiune                 | Eticheta                | Ref.   |
| ------------- | ----------------- | --------------------------- | ------------------------ | ----------------------- | ------ |
| Statele Unite | 24 octombrie 2017 | Radio de succes contemporan | Original                 | Warner Bros.            | [ 34 ] |
| Statele Unite | 20 noiembrie 2017 | Radio de țară               | Original                 | Warner Bros. BMLG ⁠( d ) | [ 35 ] |
| Italia        | 2 februarie 2018  | Radio de succes contemporan | Original                 | Warner                  | [ 36 ] |
| Regatul Unit  | 9 martie 2018     | Radio de succes contemporan | Original                 | Warner                  | [ 37 ] |
| Regatul Unit  | 6 aprilie 2018    | Descărcare digitală         | Acustic                  | Recordurile Warner Bros | [ 38 ] |
| Diverse       | 22 decembrie 2018 | Descărcare digitală         | Live de la CMA Fest 2018 | BMLG                    | [ 39 ] |